# 阿瑪莉埃·策菲琳 (薩爾姆-基爾堡)
阿瑪莉埃·策菲琳（德語：Amalie Zephyrine，1760年3月6日—1841年10月17日），霍亨索倫-錫格馬林根親王妃，薩爾姆-基爾堡親王菲利普·約瑟夫的女兒。

## 家庭
1782年，阿瑪莉埃·策菲琳與霍亨索倫-錫格馬林根的安東·阿洛伊斯結婚，兩人的獨子卡爾於1785年出生。